# Oh Junggeun
Oh Junggeun (koreanisch 오정근) (* 27. September 1970 in Seoul/Südkorea) ist ein südkoreanischer Maler. Er lebt und arbeitet in Berlin.

## Biografie
Oh Junggeun studierte Bildende Kunst an der Seoul National University. Schon während des Studiums war er als Lehrer an der Sun-Hwa Hochschule der Künste in Seoul und als Dozent für Bildende Kunst an der Wonkwang-Universität in Iksan tätig. Im Jahre 2004 zog er nach Berlin, wo er seitdem mit seiner Familie lebt und arbeitet.

## Werk
Oh begann seine malerische Praxis mit der Schaffung fotorealistischer Gemälde und aufwendiger Holzschnitte. In seinen frühen Arbeiten setzte er sich intensiv mit dem Koreakrieg auseinander, in dem sein Vater auf südkoreanischer Seite als Soldat diente.

### Zwischenräume
Seitdem Oh in Berlin lebt, entwickelt er seine Werkreihe „Zwischenräume“, bei der er die Gebilde, die die Außenlinien bekannter Gebäude der Stadt (z. B. Brandenburger Tor, Reichstagsgebäude, Potsdamer Platz) im Himmel zeichnen, als minimalisierte und abstrakte Formen auf die Leinwand bringt. Hierbei trägt er bis zu 12 Farbschichten auf. Seine kleinformatigen Fotoübermalungen stellen gewissermaßen den Ausgangspunkt der stärker abstrahierten mittel- und großformatigen Ölbilder dar.

## Wichtige Ausstellungen & Projekte

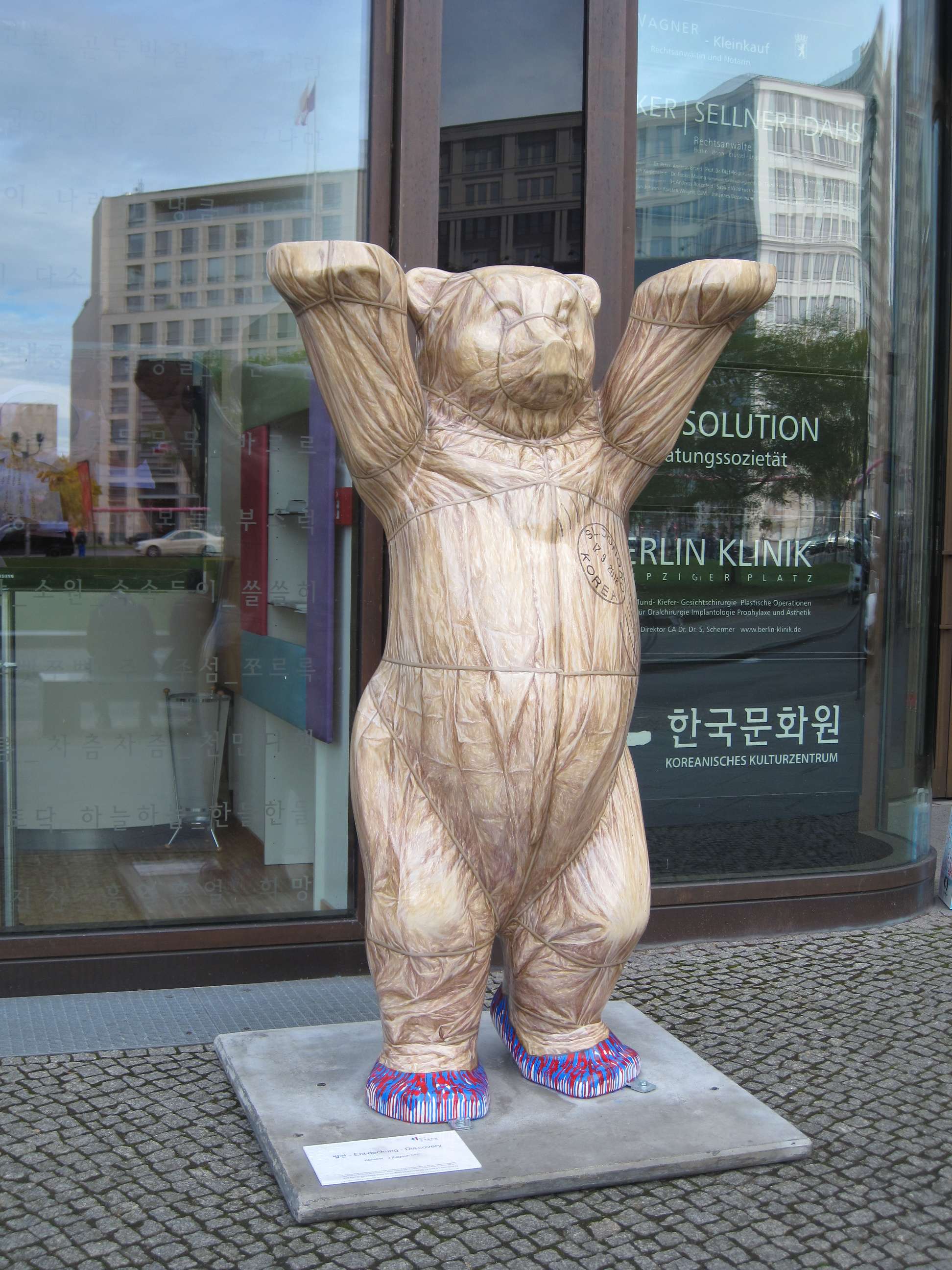
Projekt 2012: Buddy Bär 발견 – Ent▪deckung – Dis▪coveryvor vor dem Koreanischen Kulturzentrum in Berlin

### Ausstellungen
- 1995: The 5th PRO-CLAIM Exhibition, Cultural Center of Seoul National University Seoul
- 1997: Seoul / Tokyo / Chicago Exchange Prints Exhibition, Tokyo National University of Fine Arts, Tokio
- 2001: Exchange Exhibition of student works, Zentrale Akademie der Bildenden Künste, Peking
- 2006: „Licht“, China Gate, Berlin
- 2006: „Zwischenräume“, galerie son, Berlin
- 2007: Galerie Korea, Kulturabteilung der Botschaft der Republik Korea in Berlin
- 2008: „Die Zwischenräume Kurfürstendamm“, galerie son, Berlin
- 2009: „3 berliner“, Deutsche Botschaft London
- 2012: „Berlin Interspaces“, The Page Gallery, Seoul

### Projekte
- 2007: „schlitzaugen2007“ im Rahmen der Asien-Pazifik-Wochen Berlin
- 2007: „Dialog zwischen Gerhard Richter und Junggeun Oh“, galerie son
- 2008: SINAF Seoul International New Art Fair
- 2008: Kunstprojekt KPM–Königliche Porzellan-Manufaktur Berlin
- 2012: Berliner Lange Nacht der Museen[2]
- 2012: Buddy Bear für das Koreanische Kulturzentrum in Berlin, der den Namen „발견 (Balgyeon) – Ent▪deckung – Dis▪covery“ trägt.

## Auszeichnungen
- 1996&1997: Sonderpreis beim Dong-A Fine Art Festival (National Museum of Modern Art, Kwacheon)
- 2002: Selected and Purchase Prize bei The 12th Space International Print Biennale (Sungkok Museum, Seoul)
- 2004: Erster Preis beim Dong-A Fine Art Festival (National Museum of Modern Art, Kwacheon)